# Phyllanthus chevalieri
Phyllanthus chevalieri är en emblikaväxtart som beskrevs av Lucien Beille. Phyllanthus chevalieri ingår i släktet Phyllanthus och familjen emblikaväxter. Inga underarter finns listade i Catalogue of Life.